# Helmuth Kittel
Helmuth Kittel (* 11. April 1902 in Potsdam; † 20. Januar 1984 in Göttingen) war ein deutscher evangelischer Neutestamentler, Religionspädagoge, Kirchenhistoriker und Hochschullehrer. Er gilt als geistlicher Berater des nationalsozialistischen Ministers Hanns Kerrl.

## Leben
Kittel war der Enkel eines Pfarrers und der Sohn eines Potsdamer Ministerial-Amtsrates. Er absolvierte sein Abitur 1920 auf dem Viktoria-Gymnasium Potsdam und studierte von 1920 bis 1925 Evangelische Theologie an den Universitäten in Berlin und Tübingen. 1925 promovierte er mit einer Arbeit über Oliver Cromwell in Kirchengeschichte bei Karl Holl. 1925 wurde er Assistent an der Theologischen Fakultät in Göttingen. Im Jahr 1932 habilitierte er sich über den Begriff der „Herrlichkeit Gottes“, wandte sich danach aber bald der Pädagogik zu. In den Folgejahren ging er als Dozent von 1930 bis 1932 an die Pädagogische Akademie Altona, 1933 an die nun so genannte Hochschule für Lehrerbildung Lauenburg sowie von 1934 bis 1937 an die Hochschule für Lehrerbildung in Danzig tätig.
Von 1930 bis 1933 war er Bundesführer der Deutschen Freischar, die aus einem Zusammenschluss verschiedener Pfadfinder- und Wandervogelbünde entstanden war. Anfang 1933 war er an der Gründung des „Großdeutschen Bundes“ beteiligt und leitete die Freischar im Rahmen des Bundes noch im gleichen Jahr in die Hitlerjugend über. Im Frühjahr 1933 trat er demonstrativ der SA bei. Er war zeitweise bis Ende 1933 auch Mitglied der Glaubensbewegung Deutsche Christen und seit 1935 ihrer Nachfolgeorganisation Reichsbewegung Deutsche Christen. 1935 empfahl er für den Religionsunterricht, Adolf Hitler in die Gebete einzuschließen: „Schütz Adolf Hitler jeden Tag, dass ihn kein Unfall treffen mag. Du hast gesandt ihn in der Not, erhalt uns ihn, o lieber Gott.“ Zum 1. Mai 1936 trat er der NSDAP bei (Mitgliedsnummer 3.711.419). 1938 wurde er auf einen Lehrstuhl für das Neue Testament an die Universität Münster berufen. 1938 unterzeichnete er die Godesberger Erklärung und zeigte sich als Verfechter des Nationalsozialismus. Von September 1939 bis 1945 war er zur Wehrmacht eingezogen.
Der Vorbehalte der Evangelischen Kirche Westfalens gegenüber Kittels politischer Vergangenheit verhinderten 1945 zunächst seine Wiedereinsetzung auf den Münsteraner Lehrstuhl. Von 1946 bis 1953 war Kittel Professor an der Pädagogischen Akademie in Celle (Adolf-Reichwein-Hochschule Celle), die 1953 nach Osnabrück verlegt wurde und deren Direktor er bis 1959 blieb. 1963 wechselte er erneut an die Theologische Fakultät der Universität Münster, wo er 1970 emeritiert wurde. 1958 erhielt er die Ehrendoktorwürde der Theologischen Fakultät Münster, 1983 die Ehrendoktorwürde der Philosophischen Fakultät der Universität Augsburg. 1963 erhielt er das Große Verdienstkreuz des Niedersächsischen Verdienstordens. Kittel vermied lebenslang eine Auseinandersetzung mit seiner Rolle im NS-Staat.
Bedeutsam ist seine wegweisende Schrift 1947: Vom Religionsunterricht zur Evangelischen Unterweisung. Er wollte anders als Richard Kabisch keinen an einem allgemeinen Religionsbegriff orientierten Religionsunterricht, sondern die Ausrichtung an Gottes Wort im Evangelium, zu dem noch das Gesangbuch und der Katechismus kommen. Der Schulgottesdienst gehöre weiter dazu. Auch der Lehrer müsse sich letztlich als Sünder und damit angreifbare Autorität zeigen, Lehrer könne aber nur ein Gläubiger in der Kirche sein, weshalb die Vokation in Absprache von Staat und Kirche erforderlich sei.
Kittel war seit 1929 mit Elisabeth geb. Wolfram verheiratet.

## Schriften
- Vom Religionsunterricht zur evangelischen Unterweisung Wolfenbütteler Verlagsanstalt, 1947
- Die Entwicklung der pädagogischen Hochschulen, 1926–1932: Eine zeitgeschichtliche Studie über das Verhältnis von Staat und Kultur, Schroedel, Hannover 1957
- Die Pädagogischen Hochschulen, Darmstadt 1965
- 50 Jahre Religionspädagogik. Erlebnisse und Erfahrungen, Aachen 1987